# Charles Scott Sherrington
Charles Scott Sherrington (født 27. november 1857 i Islington, London, død 4. marts 1952 i Eastbourne, East Sussex) var en engelsk neurofysiolog, histolog, bakteriolog, patolog og nobelprismodtager. Han modtog Nobelprisen i fysiologi eller medicin i 1932, sammen med landsmanden Edgar Adrian for deres opdagelser om nervecellens funktion.